# Georg Poplutz
Georg Poplutz  (* in Arnsberg) ist ein deutscher Sänger (lyrischer Tenor).

## Leben und Wirken
Georg Poplutz studierte an den Universitäten in Münster und Dortmund die Fächer Musik und Englisch (Lehramt). Anschließend wurde er als Sänger an der Frankfurter Musikhochschule bei Berthold Possemeyer und an der Hochschule für Musik und Tanz Köln bei Christoph Prégardien ausgebildet. Er profilierte sich bald im Bereich der Alten Musik; sein Opern-Debüt erfolgte in Monteverdis L’incoronazione di Poppea am Stadttheater Gießen. Seit einigen Jahren betreut ihn stimmlich Carol Meyer-Bruetting.
Poplutz singt in Kirchen und Konzertsälen im In- und Ausland. Als Solist hat er eine Reihe von Werken auf mehr als 80 Tonträgern eingespielt. Darunter sind u. a. zahlreiche Werke in der Heinrich-Schütz-Gesamtaufnahme im Carus-Verlag, Bach-Kantaten für die J. S. Bach-Stiftung und die Passionen und das Weihnachtsoratorium Bachs bei Naxos zu finden. Er arbeitete u. a. mit Jörg-Andreas Bötticher, Ludwig Güttler, Matthias Janz, Konrad Junghänel und Cantus Cölln, Rudolf Lutz, Hermann Max, Roger Norrington, Ralf Otto, Arno Paduch und dem Johann Rosenmüller-Ensemble, Hans-Christoph Rademann, Ludger Rémy, Wolfgang Schäfer, Michael Schneider, Christoph Spering, Masaaki Suzuki, Winfried Toll und Roland Wilson zusammen.
Auch dem Liedgesang widmet sich Poplutz. Seit der Studienzeit arbeitet er mit dem Pianisten und Liedbegleiter Hilko Dumno zusammen (die gemeinsame CD „Lieder an die Entfernte“ erschien 2017), aber auch u. a. mit Rudolf Lutz am Klavier und Jürgen Banholzer an der Orgel. Darüber hinaus tritt er regelmäßig  mit Schuberts Die schöne Müllerin mit Antje Asendorf (romantische Gitarre) und Stefan Hladek (Quintbassgitarre) auf, die diesen Zyklus für ihre Instrumente arrangiert haben (auch hiervon liegt eine CD vor), und er war 2019 auch mit dem Duo Morat-Fergo (mit zwei Wiener Gitarren) mit Schuberts Winterreise in verschiedenen Schweizer Städten zu hören.

## Diskografie (Auswahl)
CD
- Étienne-Nicolas Méhul: L’irato. Dirigent: Werner Ehrhardt, Part des Balouard. 2005.
- Joseph Martin Kraus: Amphitryon. (Schauspielmusik). Chantal Santon, Georg Poplutz, l’arte del mondo, Werner Ehrhardt. Phoenix, 2007.[1]
- Johann Heinrich Rolle: Matthäus-Passion. Ana-Marija Brkic (Sopran), Sophie Harmsen (Alt), Georg Poplutz (Tenor), Thilo Dahlmann, Raimonds Spogis (Bass), Die Kölner Akademie, Michael Alexander Willens. CPO / Deutschlandfunk, 2015.
- Heinrich Schütz: Auferstehungshistorie. Mit Gerlinde Sämann, Georg Poplutz, Tobias Mäthger, Felix Schwandtke u. a., Dresdner Kammerchor, Hans-Christoph Rademann. Carus, 2013.[2]
- Heinrich Schütz: Psalmen Davids. Mit Dorothee Mields, Marie Luise Werneburg, David Erler, Stefan Kunath, Georg Poplutz, Tobias Mäthger, Stephan MacLeod, Felix Schwandtke, Dresdner Kammerchor, Dresdner Kammerorchester, Hans-Christoph Rademann. Carus, 2012.[3]
- Heinrich Schütz: Symphonie Sacrae III. Ulrike Hofbauer, Dorothee Mields, Isabel Jantschek, Maria Stosiek (Sopran), Stefan Kunath, David Erler (Altus), Tobias Mäthger, Georg Poplutz (Tenor), Martin Schicketanz (Bariton), Felix Schwandtke (Bass), Dresdner Kammerchor, Dresdner Barockorchester, Hans-Christoph Rademann. Carus 2015. (= Vol. 12 der Schütz-Gesamteinspielung.)[4]
- Christoph Graupner: Epiphanias-Kantaten: Was Gott thut, das ist wohl gethan, er ist mein Licht, GWV 1114/43; Erwacht, ihr Heyden, GWV 1111/34; Die Waßer Wogen im Meer sind groß, GWV 1115/35; Was Gott thut, das ist wohl gethan, es bleibt gerecht sein Wille, GWV 1114/30; Gott, der Herr, ist Sonne und Schild, GWV 1114/54. Andrea Lauren Brown (Sopran), Kai Wessel (Altus), Georg Poplutz (Tenor), Dominik Wörner (Bass), Kirchheimer BachConsort, Sirkka-Liisa Kaakinen-Pilch (Leitung). cpo, 2017.
- Lieder an die Entfernte. Ludwig van Beethoven: An die ferne Geliebte. Robert Schumann: Dichterliebe. Franz Schubert. Georg Poplutz (Tenor), Hilko Dumno (Klavier). Spektral, 2017.

DVD
- Johann Sebastian Bach: Er rufet seinen Schafen mit Namen. Kantate BWV 175. Marianne Beate Kielland (Alt), Georg Poplutz (Tenor), Dominik Wörner (Bass), Chor und Orchester der J. S. Bach-Stiftung, Rudolf Lutz (Leitung und Cembalo). Samt Einführungsworkshop sowie Reflexion zum Kantatentext von Rüdiger Safranski. Gallus Media, 2016.
- Johann Sebastian Bach: Ich lasse dich nicht, du segnest mich denn. Kantate BWV 157. Georg Poplutz (Tenor), Stephan MacLeod (Bass), Chor und Orchester der J. S. Bach-Stiftung, Rudolf Lutz (Leitung). Samt Einführungsworkshop sowie Reflexion von Fulbert Steffensky. Gallus Media, 2017.[5]
- Johann Sebastian Bach: Ich bin ein guter Hirt. Kantate BWV 85. Gerlinde Sämann (Sopran), Terry Wey (Alt), Georg Poplutz (Tenor), Markus Volpert (Bass), Orchester der J. S. Bach-Stiftung, Rudolf Lutz (Leitung). Samt Einführungsworkshop sowie Reflexion von Peter Wollny. Gallus Media, 2017.[6]